# Société anonyme du Charbonnage du Bois de Micheroux

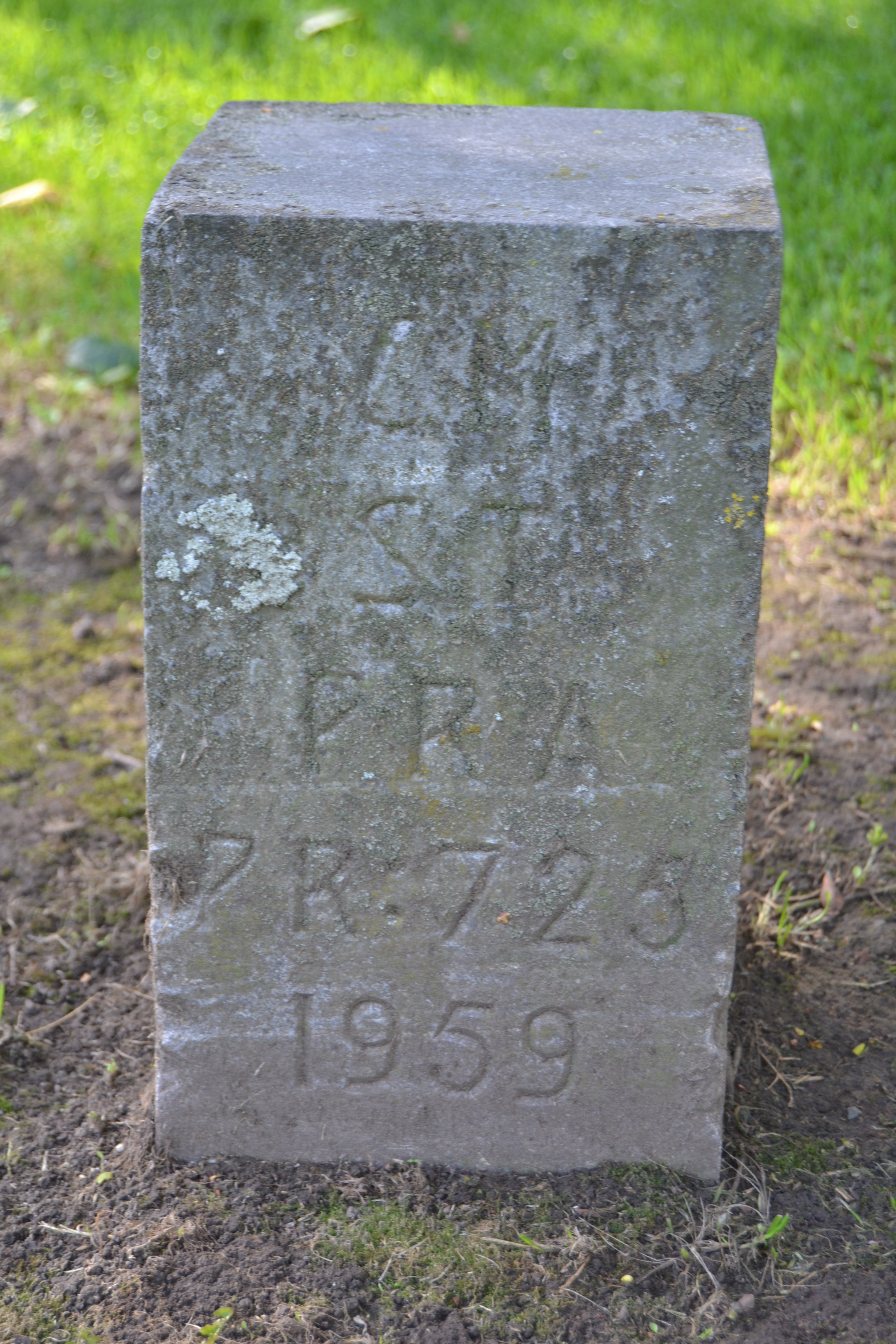
Markering van een voormalige schacht

De Société anonyme du Charbonnage du Bois de Micheroux is een voormalig Belgisch steenkoolwinningsbedrijf met hoofdzetel in Micheroux, gelegen in het Luiks steenkoolbekken. 
De concessie was gelegen in Micheroux en Soumagne en werd geheel ingesloten door die van de Société anonyme des Charbonnages du Hasard. De mijnzetel had de naam Théodore.

## Geschiedenis
De maatschappij kwam tot stand in de 19e eeuw en stopte haar activiteiten in 1958. Alle mijngebouwen werden gesloopt en slechts een tweetal stenen markeren nog de plaatsen waar eens de schachten waren. De terril van deze mijn is verdwenen. De nog bestaande terril ten westen van Micheroux is die van de Hasard-mijnen.